# Kanton Belin-Béliet
Kanton Belin-Béliet (fr. Canton de Belin-Béliet) je francouzský kanton v departementu Gironde v regionu Akvitánie. Tvoří ho pět obcí.

## Obce kantonu
- Le Barp
- Belin-Béliet
- Lugos
- Saint-Magne
- Salles